# Kenyérbélcickafark
A kenyérbélcickafark (Achillea ptarmica) az őszirózsafélék családjába tartozó, Eurázsiában és Észak-Amerikában honos, lápréteken, magaskórósokban növő növényfaj. 

## Megjelenése
A kenyérbélcickafark 30-80 cm magas, lágyszárú, évelő növény. Gyökere fás, tarackosan kúszó. Szára szögletes, felálló, alul szőrös, felül csupasz, a tetején elágazó. Váltakozó állású, nyél nélküli levelei ép szélűek, keskenyek, lándzsásak, szélükön sűrűn, aprón fűrészesek a közepükig, onnan a csúcsig durván, ritkásan. Felső oldaluk sima, fényes, élénk szürkészöld színű; aljuk ritkásan szőrös (néha mindkét oldal sima).
Június végétől szeptember közepéig virágzik. A fészkek laza, ernyőszerű fürtöt képeznek. A fészkek jóval nagyobbak a többi cickafarkénál, 8-12 mm szélesek, hosszú kocsányúak, háromosztatú szirmaik (fészekpikkelyeik) fehérek. A fészek kis csöves virágai sárgásfehérek, a vacokpelyvák lándzsásak, hegyesek, csúcsukon szőrösek. A porzók száma öt, a két bibe összenőtt.
Termése kb. 2 mm-es, tojásdad, lapos, kissé ívelt kaszat. 

## Elterjedése
Eurázsiában (az Ibériai-félszigettől Kamcsatkáig) és Észak-Amerikában honos. Magyarországon a Nyugat-Dunántúlon (itt szórványos, de helyenként gyakori is lehet), valamint a Tornai-karszton, a Zempléni-hegységben és az Észak-Alföldön ismertek állományai.

## Életmódja
Nedvességigényes, mocsár- és lápréteken, magaskórósokban, üde bükkösök és ligeterdők szélén, átmeneti lápokban fordul elő. Fényigényes, a közepes vagy alacsony tápanyagtartalmú, laza talajt kedveli.
Kertekben dísznövényként ültetik, különösen a telt virágú (Pearl) változata népszerű. 
Magyarországon védett, természetvédelmi értéke 5000 Ft.

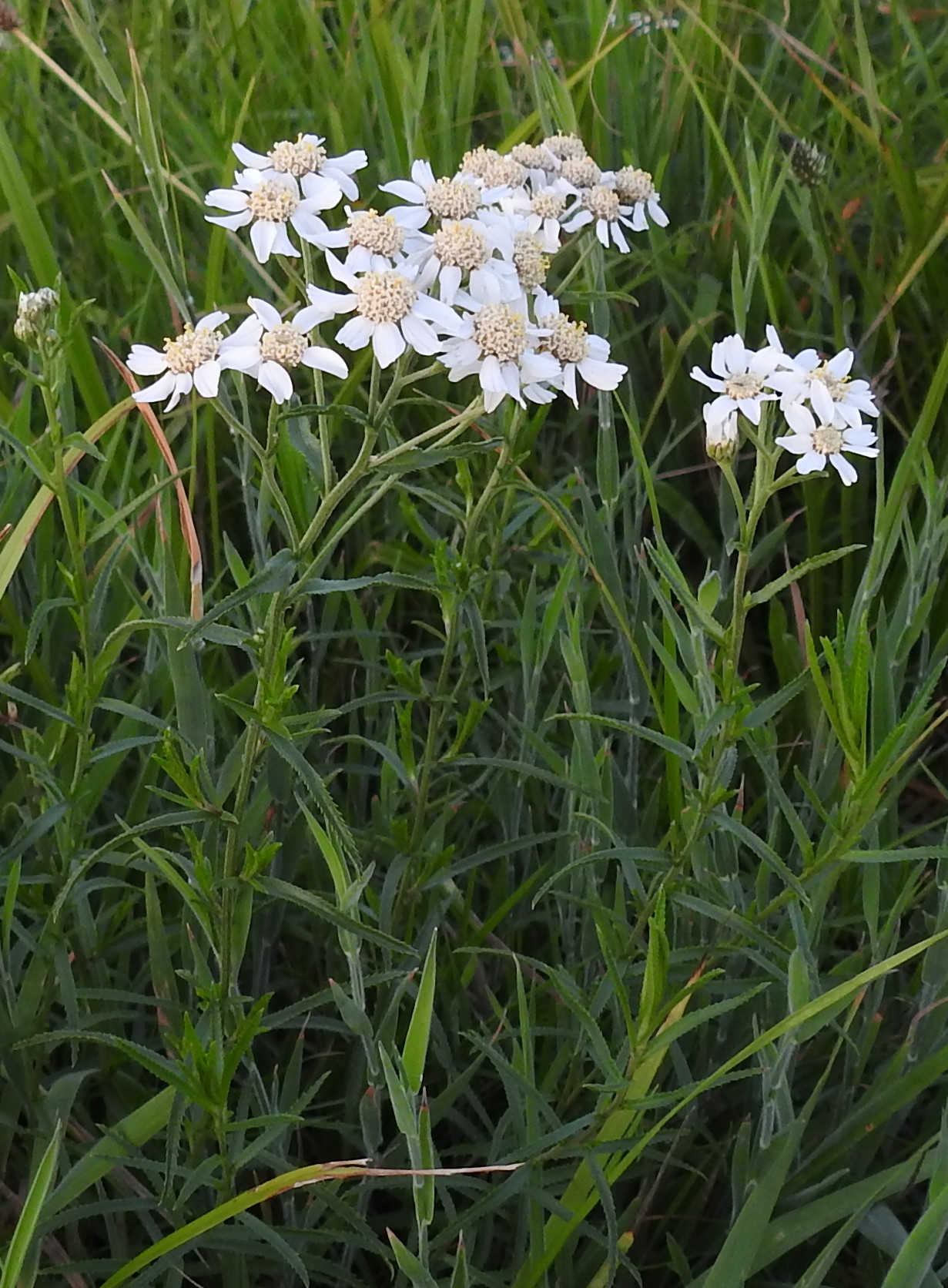
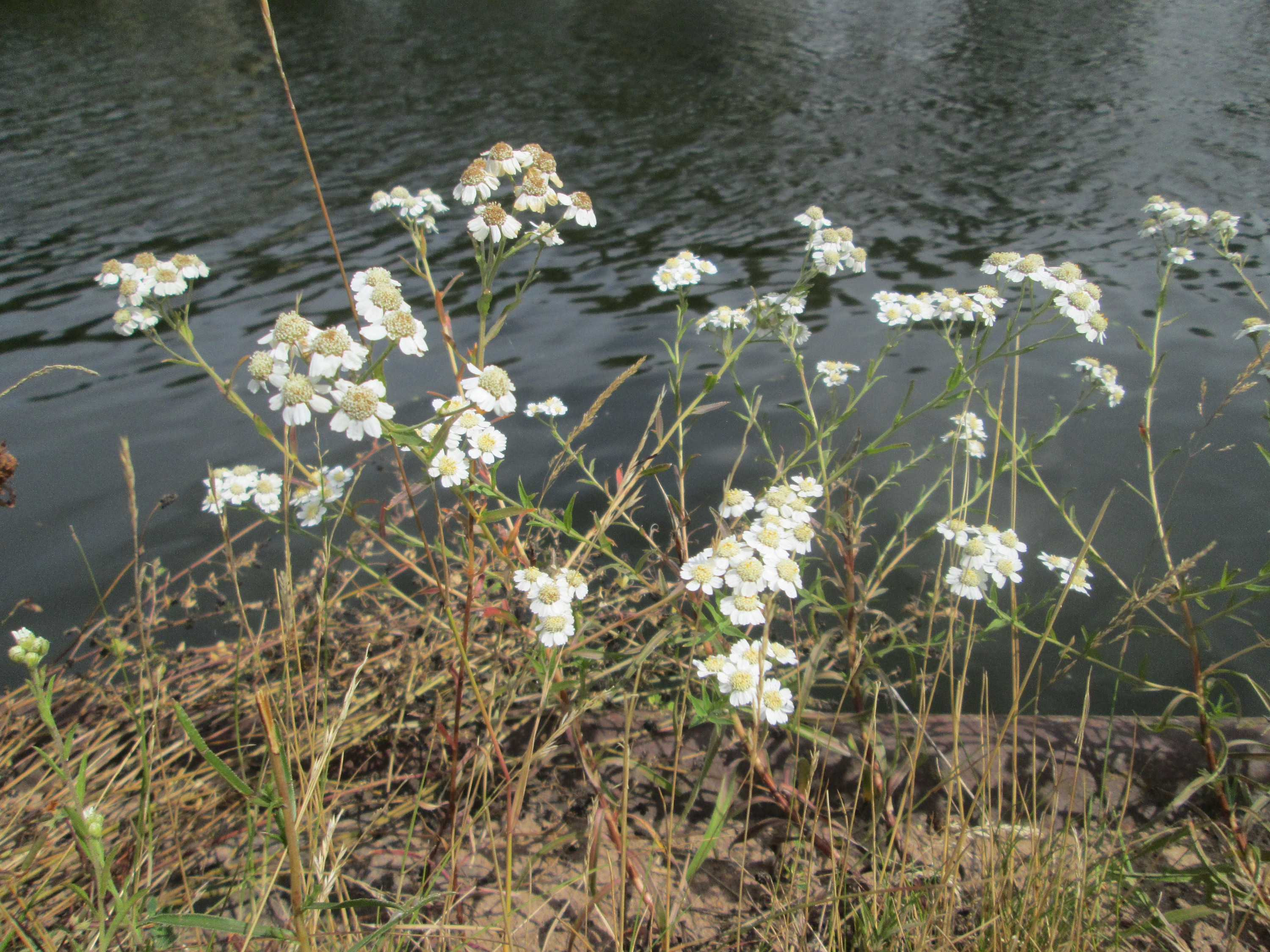
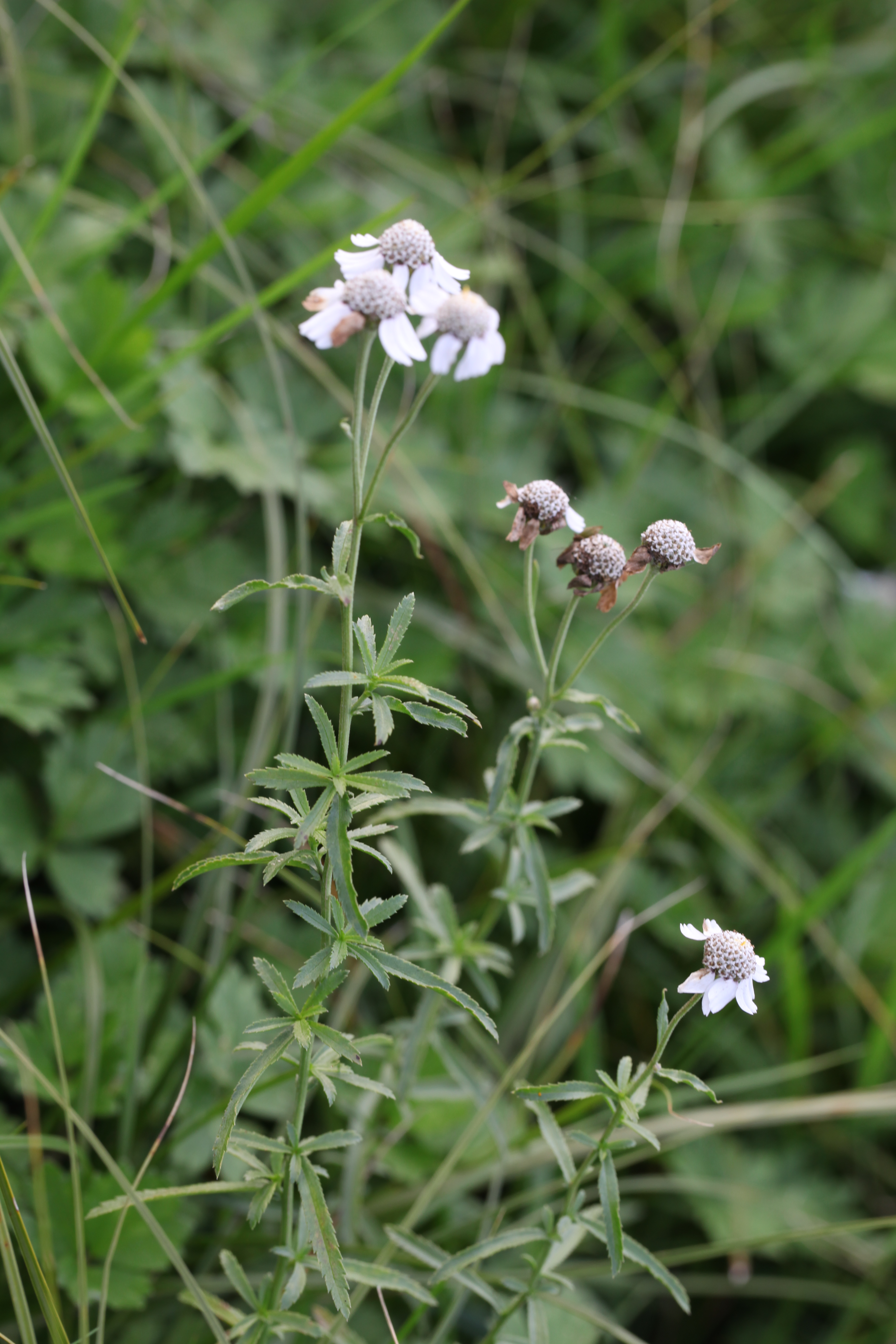
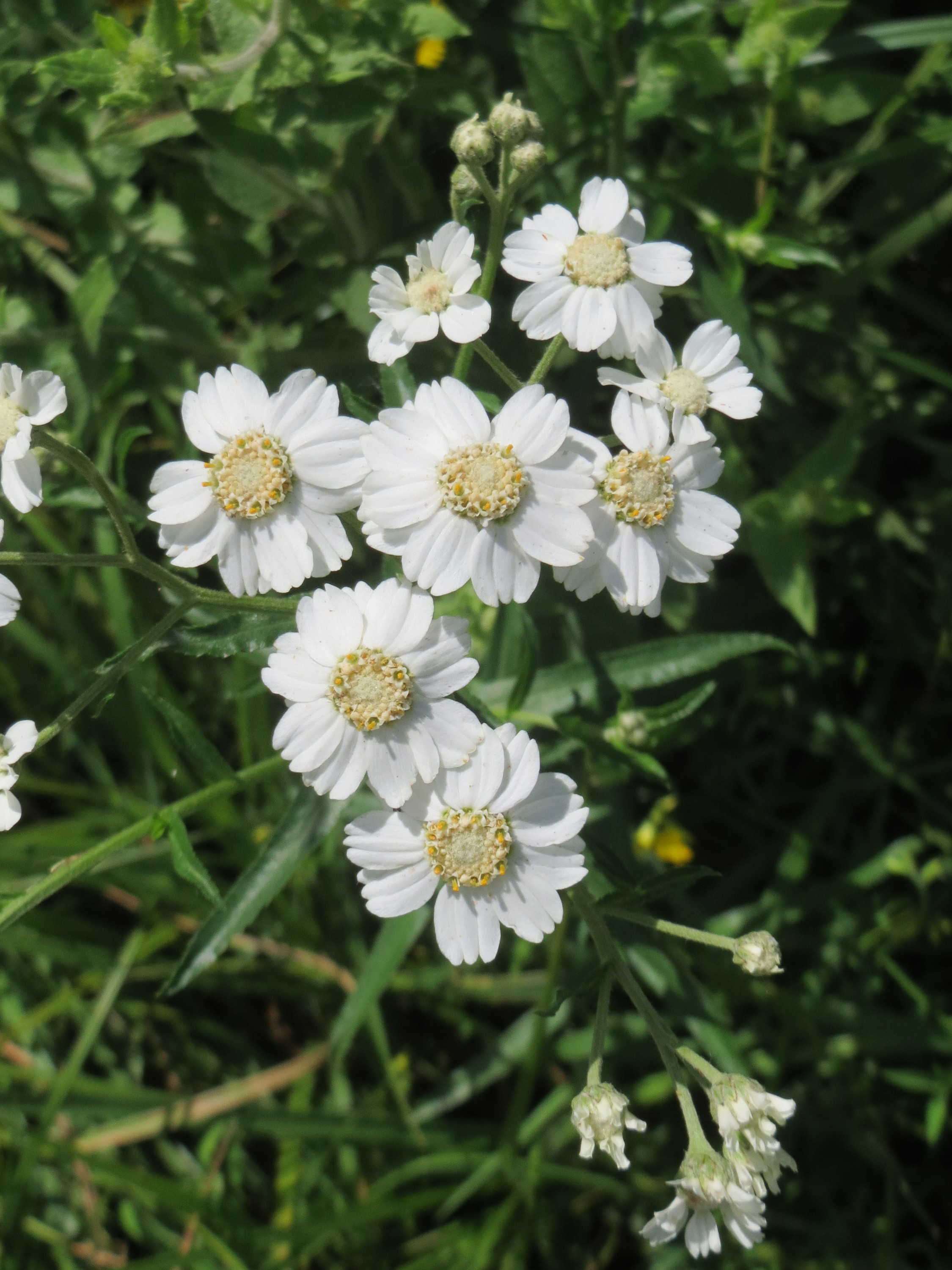
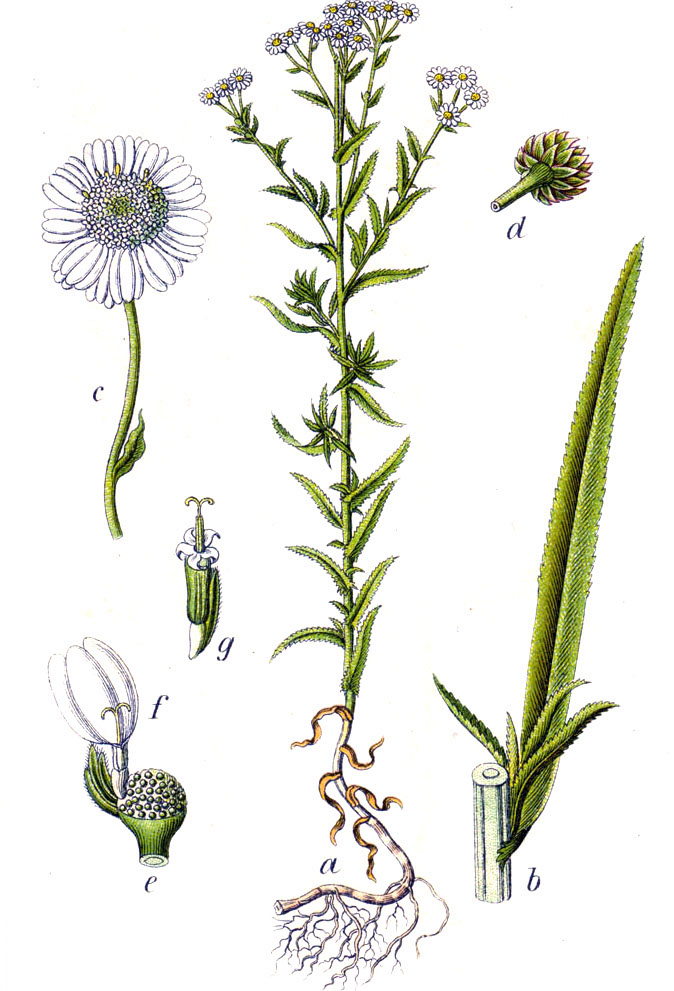